# Tuzoia canadensis
Tuzoia canadensis ist eine ausgestorbene Art aus der Gattung Tuzoia mit unsicherer Stellung innerhalb der Gliederfüßer (Arthropoda).

## Merkmale
Tuzoia canadensis hatte einen eiförmigen Umriss (Verhältnis Länge zu Höhe etwa 1,46). Der obere Rand war gerade bis leicht konvex und hatte mehrere fast dreieckige Stacheln, welche nach hinten kommend mehr wurden und oftmals Sekundärstacheln hatten. Das vordere Rostrum war relativ kurz, leicht nach oben zeigend und besaß ebenfalls Sekundärstacheln. Das hintere Rostrum war relativ klein, hatte jedoch keine Sekundärstacheln. Ein mittig und ein zur Bauchseite hin gelegener schlanker Stachel am hinteren Rand war vorhanden, wobei der mittlere meist kleiner war. Am hinteren Rand befanden sich mehrfach weitere kleine Stacheln und auch am unteren Rand waren 12 sehr kurze Stacheln vorhanden, welche nach vorne hin in der Größe abnahmen. Die seitliche Erhöhung zwischen dem oberen und unterem Rand hatte 7 breite, flache Stacheln. Die netzartige Struktur der Oberfläche zog sich über den gesamten Panzer.

## Fundorte
Die Art wurde nur selten im Burgess-Schiefer in den kanadischen Rocky Mountains gefunden.

## Systematik
Die Art wurde 1929 von Charles Elmer Resser erstbeschrieben. Chlupáč & Kordule 2002 sehen Tuzoia canadensis als ein jüngeres Synonym der Typusart Tuzoia retifera an. Vannier et al. 2007 sehen in Tuzoia praemorsa Resser, 1929 ein Synonym von Tuzoia canadensis.